# Миронов, Константин Иванович (партийный деятель)
Константин Иванович Миронов — советский хозяйственный, государственный и политический деятель.

## Биография
Родился в 1931 году в деревне Нифановке. Член КПСС.
С 1945 года — на хозяйственной, общественной и политической работе. В 1945—1986 гг. — председатель учкома, секретарь комсомольской первичной организации, начальник почтового отделения, секретарь комсомольской организации в речном ремесленном училище, военнослужащий Советской армии, инструктор орготдела Салехардского горкома КПСС, инструктор орготдела Ямало-Ненецкого окружкома КПСС, заместитель райпарткома, второй секретарь Пуровского райкома КПСС, председатель Пуровского райисполкома, первый заместитель председателя Ямало-Ненецкого окружного исполкома, председатель Ямало-Ненецкого окружного исполкома, 1-й секретарь Ямало-Ненецкого окружного комитета КПСС.
Делегат XXVI и XXVII съездов КПСС.
Умер в 1999 году.